# Liste der Bodendenkmale in Perleberg
In der Liste der Bodendenkmale in Perleberg sind alle Bodendenkmale der brandenburgischen Stadt Perleberg und ihrer Ortsteile aufgelistet. Grundlage ist die Veröffentlichung der Landesdenkmalliste mit dem Stand vom 31. Dezember 2020.
Die Baudenkmale sind in der Liste der Baudenkmale in Perleberg aufgeführt.

## Bodendenkmale
| Gemarkung                 | Flur                         | Kurzansprache                                                                                          | Bodendenkmalnummer | Bemerkung | Bild |
| ------------------------- | ---------------------------- | --- | ------------------ | --------- | ---- |
| Perleberg (Lage)          | 24, 35, 36, 37, 38, 39, 4, 6 | Siedlung Bronzezeit, Siedlung slawisches Mittelalter, Altstadt deutsches Mittelalter, Altstadt Neuzeit | 111529             |           |      |
| Gramzow (Lage)            | 1                            | Mühle Neuzeit, Mühle deutsches Mittelalter                                                             | 111658             |           |      |
| Groß Buchholz (Lage)      | 2                            | Dorfkern deutsches Mittelalter, Dorfkern Neuzeit                                                       | 111656             |           |      |
| Groß Linde (Lage)         | 1                            | Dorfkern Neuzeit, Mühle Neuzeit, Mühle deutsches Mittelalter, Dorfkern deutsches Mittelalter           | 111657             |           |      |
| Groß Linde, Lübzow (Lage) | 1, 1                         | Dorfkern deutsches Mittelalter, Dorfkern Neuzeit                                                       | 111644             |           |      |